# Pterodecta anchora
Pterodecta anchora är en fjärilsart som beskrevs av Arnold Pagenstecher 1887. Pterodecta anchora ingår i släktet Pterodecta och familjen Callidulidae. Inga underarter finns listade i Catalogue of Life.